# Vicepresidente de Fiyi
El cargo de Vicepresidente de la República de Fiyi se creó en 1990 para proporcionar un sucesor constitucional al Presidente de Fiyi, en el caso de la muerte o renuncia de este último, o de su incapacidad para desempeñar sus funciones. El papel del vicepresidente en el gobierno era principalmente ceremonial.

## Historia
Bajo los términos de la Constitución de Fiyi de 1990, la oficina de la Vicepresidencia se dividió entre dos personas nombradas Primer Vicepresidente y Segundo Vicepresidente, respectivamente, pero solo una persona ha ocupado el cargo de Vicepresidente desde 1999, cuando La Constitución de Fiyi de 1997 entró en vigor.
Bajo los términos de la Constitución de 1997, el vicepresidente fue nombrado por el Gran Consejo de Jefes, luego de consultar con el Primer Ministro. Sin embargo, en abril de 2009, se suspendió la Constitución, después de la suspensión anterior del Gran Consejo de Jefes en abril de 2007. Seis días después de la suspensión de la Constitución, el gobierno emitió un decreto que declara que el vicepresidente a partir de ese momento sería nombrado por El Presidente. Ratu Epeli Nailatikau fue nombrado vicepresidente al día siguiente.
Bajo los términos de la Constitución de 2013, la oficina de la Vicepresidencia fue abolida, con sus deberes y poderes transferidos al Presidente del Tribunal Supremo.
Al ser nombrados por el Gran Consejo de Jefes totalmente indígena, los Vicepresidentes de Fiyi, al igual que sus Presidentes, han sido todos los indígenas de Fiyi (principalmente de rango). En 2007, el Reverendo Akuila Yabaki, Director del Foro Constitucional de Ciudadanos, sugirió que "ahora es el momento de permitir que una persona de cualquier raza tome esta posición".

## Vicepresidentes

### Primer Vicepresidente
| N.º | Primer Vicepresidente    | Tomó el cargo           | Dejó el cargo           | Tiempo transcurrido | Partido         | Presidente     |
| --- | ------------------------ | ----------------------- | ----------------------- | ------------------- | --------------- | -------------- |
| 3   | Ratu Inoke Takiveikata   | 17 de noviembre de 1997 | 18 de enero de 1999     | 1 año, 62 días      | Independentista | Kamisese Mara  |
| 2   | Ratu Sir Kamisese Mara   | 2 de junio de 1992      | 15 de diciembre de 1993 | 1 año, 196 días     | Independentista | Penaia Ganilau |
| 1   | Ratu Sir Josaia Tavaiqia | 12 de enero de 1994     | 17 de noviembre de 1997 | 309 días            | Independentista | Penaia Ganilau |
| (1) | Ratu Inoke Takiveikata   | 17 de noviembre de 1997 | 18 de enero de 1999     | 1 año, 62 días      | Independentista | Kamisese Mara  |